# Grammacephalus raunoi
Grammacephalus raunoi är en insektsart som beskrevs av Chandrasekhara A. Viraktamath 1981. Grammacephalus raunoi ingår i släktet Grammacephalus och familjen dvärgstritar. Inga underarter finns listade i Catalogue of Life.